# Halford
Halford es una banda estadounidense de heavy metal formada en Phoenix en 1999 por el vocalista Rob Halford, cuya idea era regresar a sus inicios después de sus dos agrupaciones anteriores Fight (1992-1995) y Two (1996-1998), de groove metal y metal industrial respectivamente. Durante la primera parte de la banda, fueron publicados los álbumes de estudio Resurrection (2000) y Crucible (2001) y el álbum en vivo Live Insurrection (2001). Luego de que Rob Halford se reuniera con Judas Priest en 2004, el grupo estuvo en un receso de cinco años, hasta que en 2009 lanzaron al mercado Halford III: Winter Songs, seguido por Halford IV: Made of Metal (2010). A pesar de que la banda ha estado inactiva desde finales de 2010, Rob Halford ha afirmado que no tiene ningún interés en ponerle fin al grupo.

## Historia
La banda se formó en 1999 en Seattle por el vocalista Rob Halford, cuya alineación original estaba integrada, además de Halford, por los músicos estadounidenses Patrick Lachman y Mike Chlasciak (guitarra), Ray Riendau (bajo) y Pete Parada (batería). Al año siguiente Parada fue sustituido por Bobby Jarzombek y en ese mismo año publicaron su álbum debut Resurrection lanzado al mercado por el propio sello de Rob Halfod, Metal God Entertainment. El disco recibió positivas reseñas por parte de la prensa especializada e incluso ingresó en la lista Billboard 200 en el puesto 140. En su respectiva gira promocional, entre 2000 y 2001 como artistas invitados de Queensrÿche y Iron Maiden, se grabó el material para el disco en vivo Live Insurrection lanzado en 2001.
En 2002 se publicó Crucible, que alcanzó el puesto 144 en la lista Billboard 200. En ese mismo año iniciaron la respectiva gira promocional con varias presentaciones en algunos festivales de música de Europa, que fueron los últimos conciertos con el guitarrista Patrick Lachman y el bajista Ray Riendau. Para poder realizar las fechas de 2003, que incluían presentaciones por los Estados Unidos, Canadá y Japón, Halford contrató temporalmente a Chad Tarrington y a Jason Ward para cubrir los puestos dejados por Lachman y Riendau respectivamente. Luego de terminar la gira la banda se tomó un receso de cinco años, luego de que Rob Halford se reuniera con Judas Priest en 2004. En ese lapso de tiempo el vocalista se dedicó a remasterizar las producciones de Fight y de Halford; en 2007 fue publicado el álbum recopilatorio Metal God Essentials, Vol. 1 que incluye precisamente material de ambas bandas.
En 2009, después de siete años de silencio discográfico, Halford lanzó al mercado Halford III: Winter Songs, un disco con temática navideña y que incluye varios villancicos con arreglos de heavy metal, realizados por Rob Halford y Roy Z. Al año siguiente, salió a la venta el cuarto, y por el momento, último disco de estudio de la banda llamado Halford IV: Made of Metal que logró el puesto 160 en la lista estadounidense Billboard 200. El álbum fue promocionado por una gira mundial, con presentaciones en los Estados Unidos, Canadá, Japón, Argentina, Brasil, Chile y Perú.

## Miembros
| - Rob Halford: voz (1999-presente) - Mike Chlasciak: guitarra eléctrica (1999-presente) - Roy Z: guitarra eléctrica (2003-presente) - Mike Davis: bajo (2003-presente) - Bobby Jarzombek: batería (2000-presente) | - Patrick Lachman: guitarra eléctrica (1999-2002) - Pete Parada: batería (1999-2000) - Ray Riendau: bajo (1999-2002) - Chad Tarrington: guitarra eléctrica (2003) - Jason Ward: bajo (2003) |

## Discografía
| - 2000: Resurrection - 2002: Crucible - 2009: Halford III: Winter Songs - 2010: Halford IV: Made of Metal - 2001: Live Insurrection - 2004: Live - Disney House of Blues Concert - 2010: Live in Anaheim - 2011: Live at Saitama Super Arena - 2012: Live in London | - 2007: Metal God Essentials, Vol. 1 - 2003: Fourging the Furnace - 2006: Silent Screams - The Singles |